# Irene Ravache
Irene Yolanda Ravache Paes de Melo (Rio de Janeiro, 6 de agosto de 1944) é uma atriz e diretora brasileira. Atuando de forma prolífica desde o início da década de 1960, firmou-se como uma das grandes damas do teatro nacional e alcançou popularidade ao protagonizar telenovelas e filmes de grande sucesso. Ravache é ganhadora de vários prêmios, incluindo sete Prêmios APCA, um Prêmio Guarani e dois Troféus Imprensa, além de ter sido nomeada para um Emmy Internacional, um Grande Otelo e um Prêmio Qualidade Brasil.
Após iniciar seus estudos de teatro, fez sua estreia profissional na peça Aconteceu em Irkutsk (1962). Assim, começou a frequentar o meio artístico que lhe abriu portas para atuar como atriz no teatro. Em 1963, ela apareceu no elenco do espetáculo Eles Não Usam Black-Tie, de Gianfrancesco Guarnieri, no papel de Mariazinha. Desde então, tornou-se presença constante no teatro brasileiro, o qual considera sua fonte de vida. Ravache fez sua estreia na televisão no mesmo período, trabalhando como âncora de telejornais em diversas emissoras. Sua primeira telenovela, gênero o qual se consagrou, foi Paixão de Outono (1965), da TV Globo. Ela logo foi requisitada para outras produções, percorrendo as principais emissoras do país, com destaque em Beto Rockfeller (1968), O Machão (1972), A Viagem (1975), recebendo o Prêmio APCA de Melhor Atriz, e O Profeta (1977).
Frequentou importantes grupos de teatro, onde amadureceu como atriz, sendo dirigida por importantes nomes do teatro, com destaque ao interpretar Amélia na peça Roda Cor de Roda (1975), que a trouxe elogios da crítica e problemas com a censura da ditadura militar. Apesar das controvérsias, sua imponente atuação lhe garantiu a alcunha de Melhor Atriz pelos importantes prêmios APCA, Molière e Governador do Estado. Ravache sempre diversificou seus trabalhos, tendo destaque também no cinema, fazendo sua estreia na obra Geração em Fuga (1973), como Malu. Recebeu aclamação da crítica como Laura no drama Lição de Amor (1975), dirigido por  Eduardo Escorel, recebendo o Prêmio APCA mais uma vez.
Em 1982, teve sua primeira protagonista na TV Globo em Sol de Verão, que lhe trouxe maior popularidade, recebendo o Troféu Imprensa e mais um APCA. Irene progrediu sua carreira na televisão em papéis importantes nas novelas Champagne (1983) e Sassaricando (1987), além de ser apresentadora do programa TV Mulher (1984). Em 1983, foi amplamente elogiada pela performance no filme Que Bom Te Ver Viva, saindo-se vencedora do prêmio do Festival de Brasília e do seu quinto APCA. Na década de 1990, assinou com o SBT e estrelou grandes produções na emissora. Em 1994, teve um dos mais importantes papéis de sua carreira televisiva, a Dona Lola de Éramos Seis, pela qual novamente alcançou o feito de ser eleita Melhor Atriz pelo Troféu Imprensa e APCA. Ainda esteve em destaque em Razão de Viver (1996), Suave Veneno (1999) e Marcas da Paixão (2000).
Em seu retorno à TV Globo, esteve em evidência nas telenovelas Belíssima (2005), Eterna Magia (2007) e Passione (2010, sendo indicada ao importante Emmy Internacional de Melhor Atriz neste última. Foi indicada ao Prêmio Guarani de Melhor Atriz por sua interpretação no filme Depois Daquele Baile (2006). Em 2010, chamou atenção no papel da excêntrica Clô em Passione, que lhe garantiu seu sétimo Troféu APCA. Nos anos recentes, Irene esteve em evidência do público no papel da milionária Charlô em Guerra dos Sexos (2012), a vilã Vitória em Além do Tempo (2015), a empresária Sabine em Pega Pega (2017) e a doce Margot em Espelho da Vida (2018).

## Início da vida

### Família e juventude

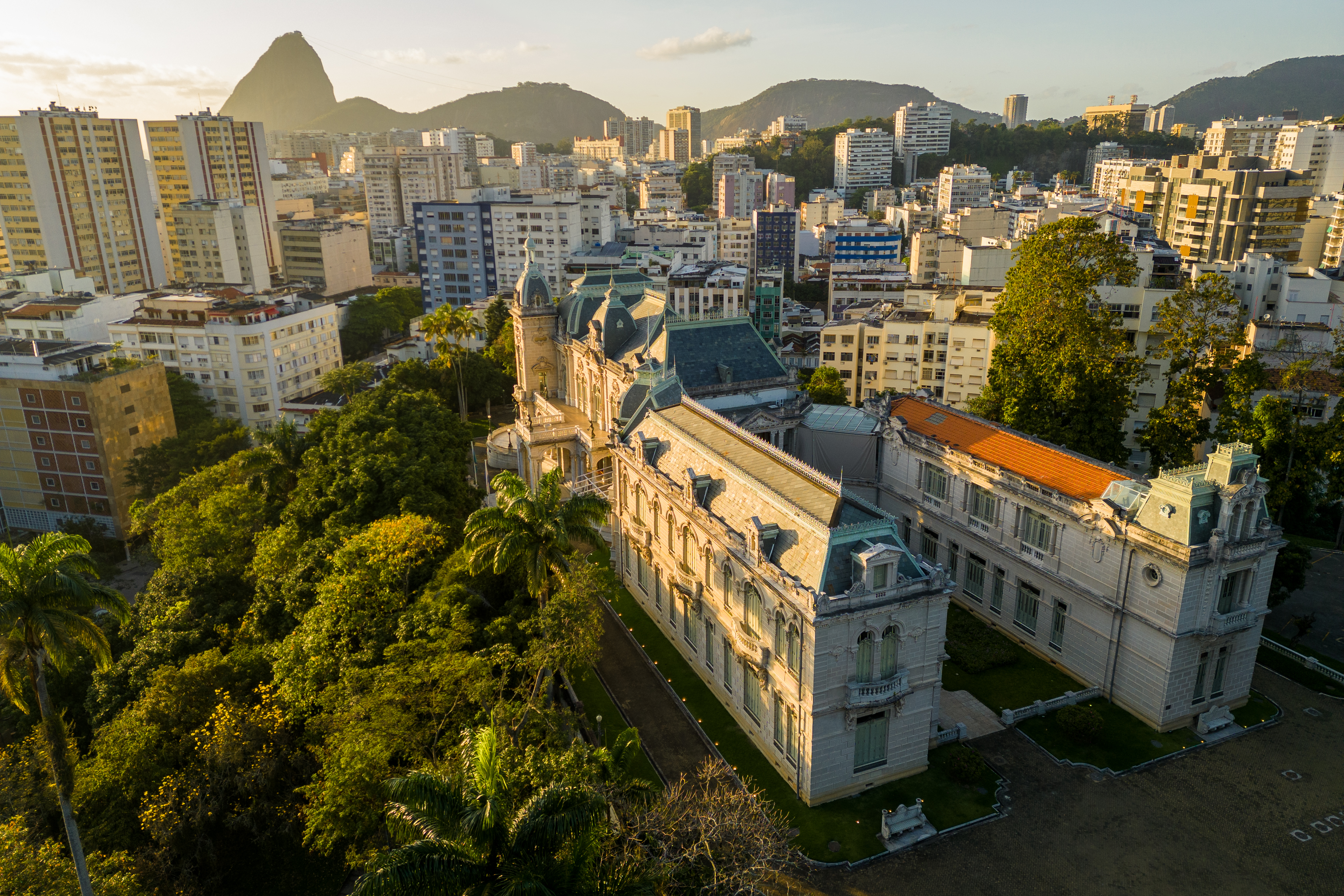
Vista parcial do bairro de Laranjeiras, onde a atriz nasceu

Irene Ravache nasceu no bairro de Laranjeiras, no Rio de Janeiro, sendo a primeira – e única – filha de Lygia e Carlos Ravache. Sua ascendência é marcada por uma rica mistura de origens alemãs, italianas, suíças e indígenas. Desde criança, Irene sonhava em se tornar atriz, um desejo que moldou sua trajetória ao longo da vida.
A atriz foi profundamente influenciada pelas avós, figuras centrais em sua formação pessoal e artística. Sua avó Octávia, com quem frequentava o cinema, foi responsável por despertar sua paixão pela sétima arte, através de sessões cinematográficas que se tornaram uma tradição em sua casa. Já sua outra avó, Irene, de origem italiana e proveniente de uma família abastada, teve uma formação artística acadêmica, com estudos em música, canto e pintura. O ambiente familiar de Irene era naturalmente voltado para a arte, e as conversas sobre cultura eram constantes. Sua mãe, Lygia, embora desejasse que ela fosse pianista, incentivou-a a estudar música em vez de dançar. Esse incentivo, embora contra sua vontade, acabou aproximando-a ainda mais do universo artístico. Com o tempo, Irene chegou a se arrepender de não ter se dedicado mais ao piano.
Sua infância foi marcada por dificuldades, mas também por muito amor e boas memórias, como os passeios ao cinema e as tardes no Rio de Janeiro. Sua mãe, uma mulher enérgica e perfeccionista, tinha uma infância de privações e sonhava que sua filha realizasse os sonhos que ela própria não pôde concretizar, como se tornar diplomata e pianista. Irene cresceu em um ambiente de grande exigência, mas também de afeto, o que contribuiu para seu desenvolvimento artístico e pessoal.
Na adolescência, Irene sentia-se deslocada e começou a perceber que havia algo mais esperando por ela além das expectativas de sua família e colegas. Foi ao se interessar por arte e cinema que encontrou inspiração no movimento beatnik e no cinema europeu, que a ajudaram a buscar sua própria identidade. A descoberta do teatro aconteceu de maneira inesperada, quando assistiu a uma peça e perguntou a um dos atores como poderia seguir essa profissão. Nesse momento, encontrou sua verdadeira vocação e decidiu se dedicar à carreira artística.

### Formação artística
Aconselhada por um amigo da arte, inscreveu-se no curso da Fundação Brasileira de Teatro (FBT), em 1962, e se submeteu ao teste eliminatório da instituição, no qual foi aprovada e iniciou seus estudos formais de interpretação, tendo aula com a grande Dulcina de Moraes. Dois anos mais tarde, deu um novo passo em sua formação ao ingressar no curso de interpretação ministrado por Gianni Ratto no Teatro dos Quatro, onde se formou em 1965.
Em 1963, acompanhando seu noivo a um teste para uma peça, foi convidada a ler um trecho e surpreendentemente escalada para o elenco de Eles Não Usam Black-Tie, de Gianfrancesco Guarnieri, no Teatro do Centro Popular de Cultura. O diretor Oduvaldo Vianna Filho a escolheu para o papel de Mariazinha, embora ela não tivesse sido inicialmente cogitada. Ao contar a novidade em casa, sua mãe suspeitou que estivesse doente e chegou a marcar um exame médico. Essa experiência marcou o início de sua carreira no teatro, onde, durante a ditadura militar, se apresentou em sindicatos e praças públicas, enfrentando a repressão policial. Essas vivências a tornaram mais consciente do cenário político e lhe proporcionaram uma visão crítica, especialmente após conviver com figuras como Oduvaldo Vianna e membros da União Nacional dos Estudantes (UNE).
Durante a década de 1970, Irene dedicou-se ainda mais ao aperfeiçoamento de sua carreira, ampliando seus conhecimentos e habilidades artísticas. Nesse período, tornou-se aluna de técnica vocal com a renomada Glorinha Beuttenmüller, adotando o Método Espaço Direcional. Todos os seus primeiros cursos e treinamentos ocorreram no Rio de Janeiro, até que, em busca de novas experiências, viajou para São Paulo, onde passou a estudar Butoh com a atriz Maura Baiochi, enriquecendo ainda mais seu repertório e aprofundando seu compromisso com a arte teatral.

## Carreira

### Trabalho inicial e escalada artística (1965—1979)
Ravache iniciou sua carreira na televisão nos anos 1960, na TV Rio, onde participou do programa Pergunte ao João, um programa de perguntas e respostas, no qual ela lia as perguntas dos telespectadores enquanto uma marionete respondia. Ela também trabalhou em um programa de jornalismo ao lado de grandes nomes da TV da época, como Heron Domingues, João Saldanha, Nelson Rodrigues e Ibrahim Sued.

"Vi que ele estava entrando no carro e corri atrás. ‘O senhor é o Rubens Amaral?’ ‘Sou.’ ‘Pois está cometendo um erro gravíssimo.’ ‘E você vai me dizer qual é’. ‘É que eu não estou trabalhando nesta emissora – isso é um erro enorme.’ Disse isso e virei as costas. Ele saiu do carro e perguntou por quê. ‘Porque eu canto, danço, represento e apresento telejornal’. Na porta da emissora, ele mandou que ligassem para o diretor Paulo de Grammont, repetiu o que eu tinha dito e pediu que me testasse por uma semana para saber se tudo aquilo era mesmo verdade. E foi logo avisando: ‘Se não for, vou espalhar por todo o Rio de Janeiro que tem uma moça doida chamada Irene Ravache"

— Ravache sobre sua atitude ousada no início da carreira.
Em 1965, após ter seu primeiro filho, Irene, em busca de trabalho, foi para a TV Globo, que estava começando suas atividades no Rio de Janeiro. Ela não foi convidada, mas foi atrás de uma oportunidade, fazendo dois testes: um para a peça Hello, Dolly e outro para a emissora. No teste da Globo, preocupada com a demora e com o filho em casa, Irene improvisou a música e a dança, e acabou conquistando o papel. Durante o processo, ela abordou o diretor Rubens Amaral, que inicialmente a ignorou, mas, após um comentário ousado de Irene, ele pediu que ela fosse testada por uma semana para provar suas habilidades. A testagem foi um sucesso, e Irene passou a integrar a equipe da Globo.
Iniciou sua trajetória em 1965 na telenovela Paixão de Outono e, no ano seguinte, esteve no elenco de Eu Compro Esta Mulher, obras da Rede Globo. Seguiu para São Paulo em busca de novas oportunidades, sendo contratada pela TV Excelsior para interpretar Zuleica e Gina em O Grande Segredo (1967) e Sublime Amor (1967), respectivamente. Na novela Beto Rockfeller, escrita por Bráulio Pedroso e transmitida pela TV Tupi entre 1968 e 1969, Ravache interpretou Neide, a irmã do protagonista Beto, interpretado por Luis Gustavo. Com Pedroso, ainda atuou como Majô Prado na obra Super Plá, também da TV Tupi.
Em 1970, interpreta Inês no melodrama Simplesmente Maria, além de, em seguida, viver Cláudia na Na Idade do Lobo (1972) e novamente a Neide em A Volta de Beto Rockfeller(1973). Estreou nas telonas em 1972 em Geração de Fuga como Malu. Em 1974, se destacou no papel da ardilosa Dinorá em O Machão, um dos personagens centrais da trama. Sua personagem é a responsável pelo plano de juntas os protagonistas Petruchio (Antônio Fagundes) e Catarina (Maria Isabel de Lizandra) em busca de dinheiro.

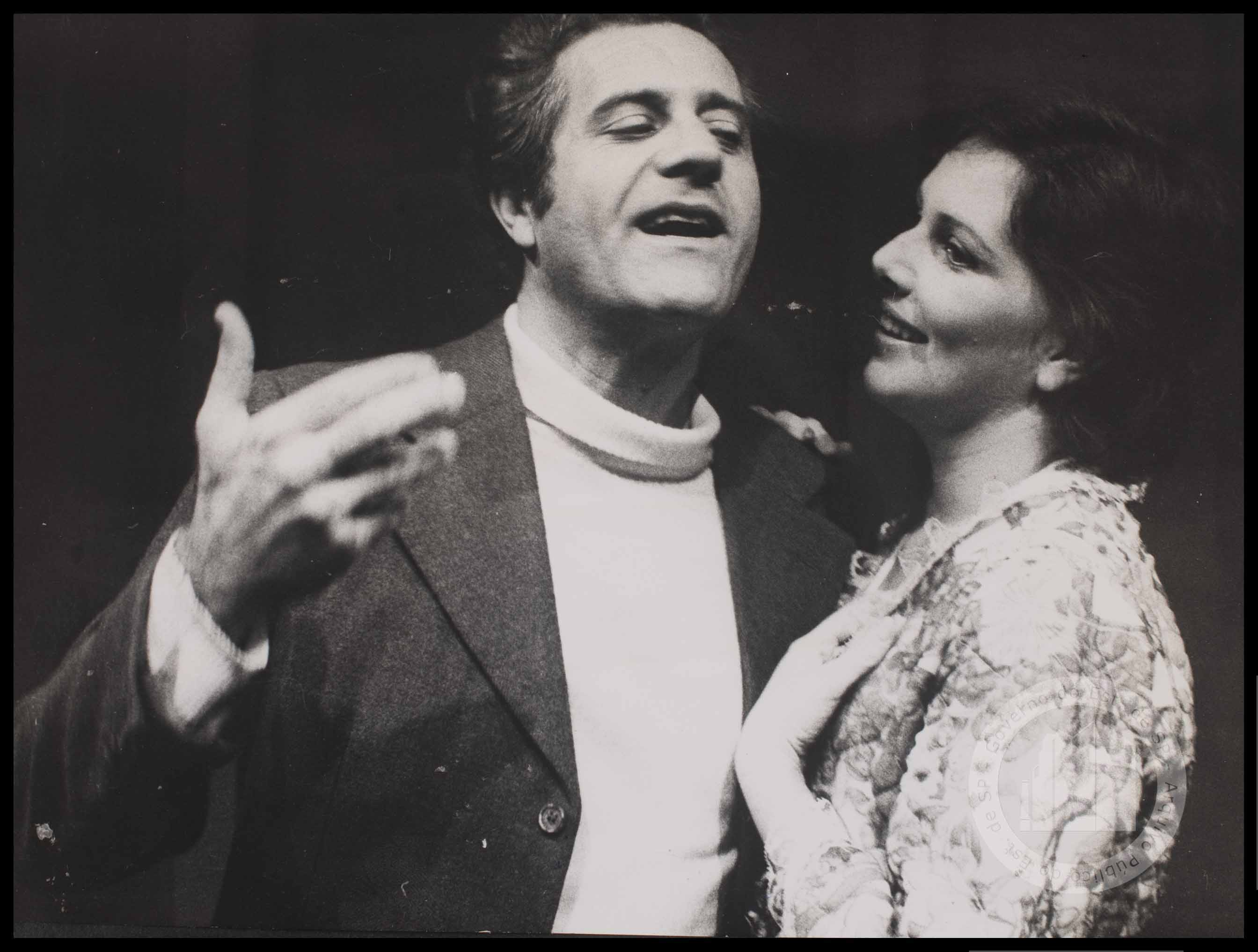
Irene Ravache e Rolando Boldrin. Ravache e Boldrin contracenaram nas telenovelas A Viagem (1975), O Profeta (1977) e Cara a Cara (1979).

Em 1975, vive um grande momento de sua carreira ao interpretar a sofrida Estela em A Viagem, de Ivani Ribeiro, personagem que lhe garantiu o Troféu APCA como Melhor Atriz. Sua personagem é irmã de Diná (Eva Wilma), com quem compartilha uma ligação profunda, tanto emocional quanto sensorial: por meio de telepatia, uma consegue sentir a presença da outra. Trata-se de uma mulher abnegada, marcada pelo sofrimento e pelo orgulho, que criou a filha sozinha após ser abandonada por um marido de caráter duvidoso. Protetora, ela vigia de perto a filha e trabalha em uma repartição pública. Ainda em 1975, esteve no elenco do filme Lição de Amor como Dona Laura, papel reconhecido com o Troféu APCA como Melhor Atriz Coadjuvante. Encerrou o decênio nos papéis de Teresa em O Profeta e Zeny em Cara a Cara, esta última, na TV Bandeirantes.

### Sucesso definitivo (1982—1989)
Em 1982, Ravache retorna à TV Globo fazendo uma participação especial na novela Elas por Elas, de Cassiano Gabus Mendes, como Maria Eulália, uma amiga personagem Márcia, interpretada por Eva Wilma. No mesmo ano, é escolhida para interpretar a protagonista da novela Sol de Verão, escrita por Manoel Carlos para o horário nobre, interpretando a mocinha Rachel, uma mulher que está saindo de um casamento falido e indo para o Rio de Janeiro em busca de novas oportunidades. Este trabalho lhe consagrou como Melhor Atriz no Troféu Imprensa e Troféu APCA, e teve destaque por sua parceria com o ator Jardel Filho, seu par romântico na obra, que veio a falecer durante a produção.
Em 1983, foi a golpista Antônia Regina na novela Champagne (indicada como Melhor Atriz no Troféu Imprensa), de Cassiano Gabus Mendes. Sua personagem era uma mulher sofisticada e da alta sociedade que,  junto com o personagem de Antônio Fagundes, formava uma dupla de ardilosa de ladrões de joias. No ano seguinte, faz uma aparição nos últimos capítulos de Guerra dos Sexos como Bárbara, uma das ex-mulheres de Felipe (Tarcísio Meira). Também estreia como apresentadora na emissora no programa TV Mulher, substituindo Marilia Gabriela durante suas férias, onde fez diversas entrevistas.
Em 1985, aparece como uma cliente do estilista Jacques Leclair (Reginaldo Faria) em Ti Ti Ti,, mais uma de suas contribuições com Cassiano Gabus Mendes em telenovelas. Encerrou esta década na televisão com seu icônico trabalho na novela das sete Sassaricando, (1987) de Sílvio de Abreu, onde interpretou Leonora Lammar. Na trama, Ravache integrou um trio de mulheres, ao lado de Tônia Carrero e Eva Wilma, que estavam determinadas a encontrar um marido, preferencialmente rico. Paulo Autran interpretava o milionário viúvo que, ao longo da trama, se envolve com as três personagens.
Em 1989, Ravache ganhou destaque no cinema ao protagonizar o filme dramático Que Bom Te Ver Viva, dirigido por Lúcia Murat. No longa, ela interpreta uma mulher anônima que vive uma situação de tortura durante o período da ditadura militar brasileira. O filme, uma fusão de ficção e documentário, entrelaça a narrativa da personagem de Ravache com depoimentos de mulheres reais que foram vítimas da repressão. O desempenho marcante de Irene num monólogo delirante foi amplamente elogiado pela crítica, o que lhe rendeu o prêmio de Melhor Atriz de Cinema pela Associação Paulista de Críticos de Arte (APCA), além de conquistas nos Festivais de Cinema de Brasília e no Festival Sesc Melhores Filmes, onde também foi premiada como Melhor Atriz.

### Saída da TV Globo e produções independentes (1990—2002)

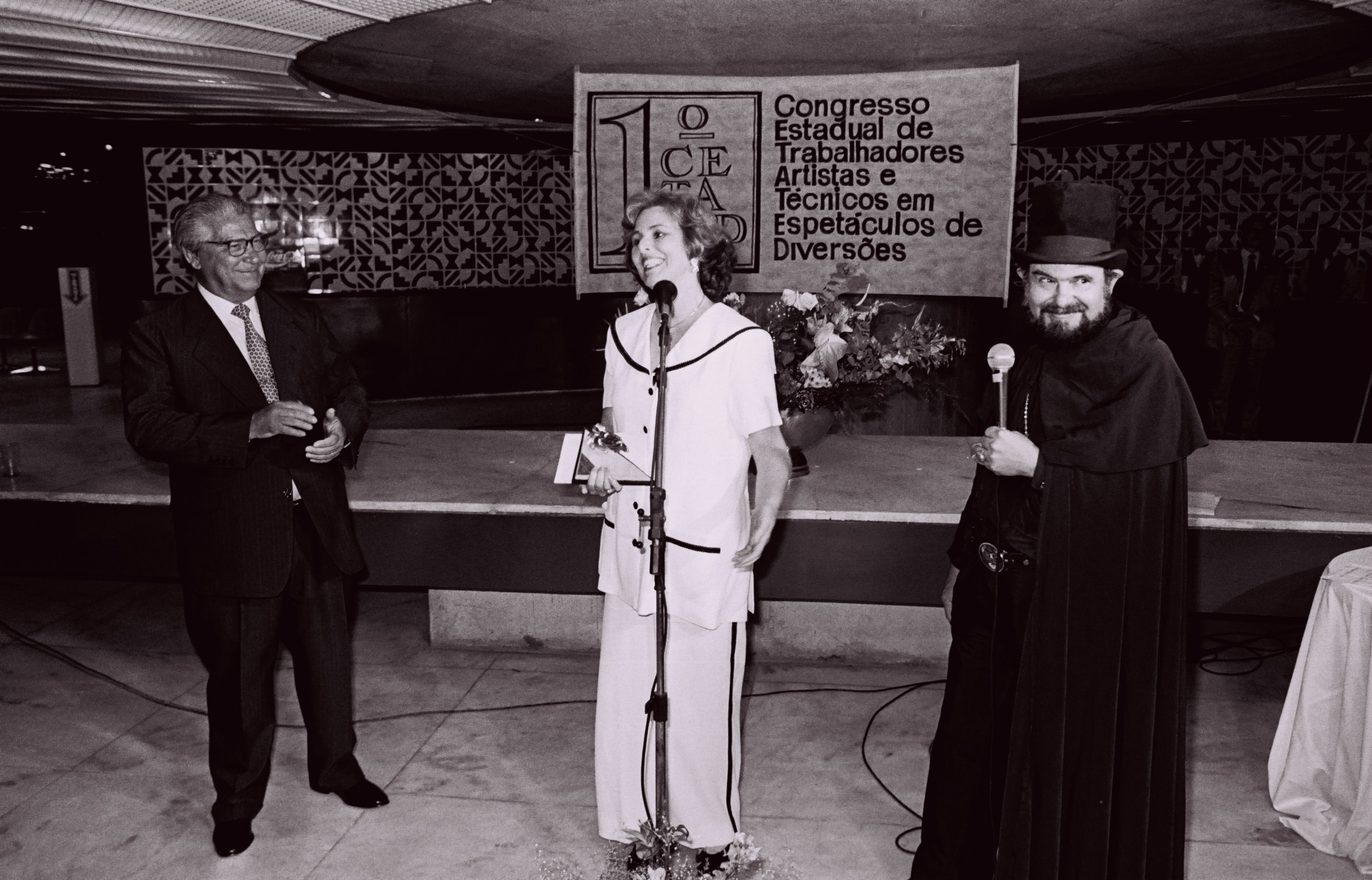
Ravache no 1° Congresso Estadual de Trabalhadores Artistas, 1995

No início da década de 1990, foi contratada pelo SBT para atuar na telenovela Brasileiras e Brasileiros, produção que marcava o retorno da emissora na teledramaturgia com investimento de Silvio Santos em equipamentos importados e atores consagrados do casting da TV Globo. Ela deu vida à bon vivant Mirone, que junto com Ramiro (Rubens de Falco) forma uma família tradicionalista falida pela aposta em cavalos que vê na aposta ilegal de luta livre uma oportunidade de tirar a família da decadência econômica. Eles são os pais da protagonista Paula (Lucélia Santos).
Depois de quatro anos afastada da televisão, retorna em 1994 para protagonizar a versão do clássico Éramos Seis do SBT, papel de destaque sendo eleita como Melhor Atriz no Troféu Imprensa e Troféu APCA. A obra é baseada no romance de mesmo título, lançado em 1943 por Maria José Dupré, e foi adaptada por Silvio de Abreu e Rubens Ewald Filho. Nesta versão, considerada a melhor novela da emissora e um sucesso de audiência, Irene interpretou a conhecida heroína Lola (esta foi a quinta das seis adaptações da história de Dona Lola que foram exibidas na televisão brasileira), uma esposa dedicada ao lar, mãe abnegada e afetuosa. Ao lado do marido, interpretado por Othon Bastos, luta para ver os quatro filhos encaminhados na vida.
No ano seguinte, em 1995, encarnou na pele da Princesa Isabel em uma participação especial em Sangue do Meu Sangue. Em 1996, deu vida a protagonista Luzia em Razão de Viver, encerrando sua parceria de sucesso com o SBT. Sua personagem é uma mulher viúva honesta e batalhadora que criou sozinha os três filhos: André (Marco Ricca), Mário (Gabriel Braga Nunes) e Pedro (Petrônio Gontijo). Trabalha como costureira na confecção da estilista arrogante Yara (Joana Fomm). Em 1997, participou da obra Ed Mort como Carmen.
Três anos sem aparecer em produções televisivas, reatou seu contrato com a TV Globo em 1999 para atuar na novela Suave Veneno, escrita por Aguinaldo Silva, como Eleonor. Sua personagem é uma mulher sofisticada e ex-esposa de Valdormiro (José Wilker), com quem teve três filhas — Maria Regina (Letícia Spiller), Maria Antônia (Vanessa Lóes) e Márcia Eduarda (Luana Piovani). Infeliz com o casamento fracassado, ela acaba se envolvendo Eliseu (Rodrigo Santoro), um jovem pintor sem sorte, que, na verdade, está apaixonado pela filha dela, Márcia. A produção, que não teve grande repercussão de audiência, marcou o retorno da atriz à Globo após doze anos do fim de Sassaricando, em 1987.
Na década de 2000, foi para a RecordTV viver a grande vilã Dete na telenovela Marcas da Paixão. Na trama, interpretou uma governanta falsa e ardilosa da fazenda onde a trama se concentra. Em 2001, Irene volta aos cinemas com a comédia romântica Amores Possíveis, de Sandra Werneck, estrelado por Murilo Benício e Carolina Ferraz, onde ela interpretava a mãe do personagem de Benício. Ravache recebeu elogios da crítica por sua interpretação, recebendo o prêmio de Melhor Atriz Coadjuvante em Miami durante o Brazilian Film Festival of Miami, além de ter sido reconhecida pela Academia Brasileira de Cinema com sua indicação ao Grande Otelo de Melhor Atriz Coadjuvante e vencer o Prêmio Guarani.

### Reconhecimento internacional (2003—2014)

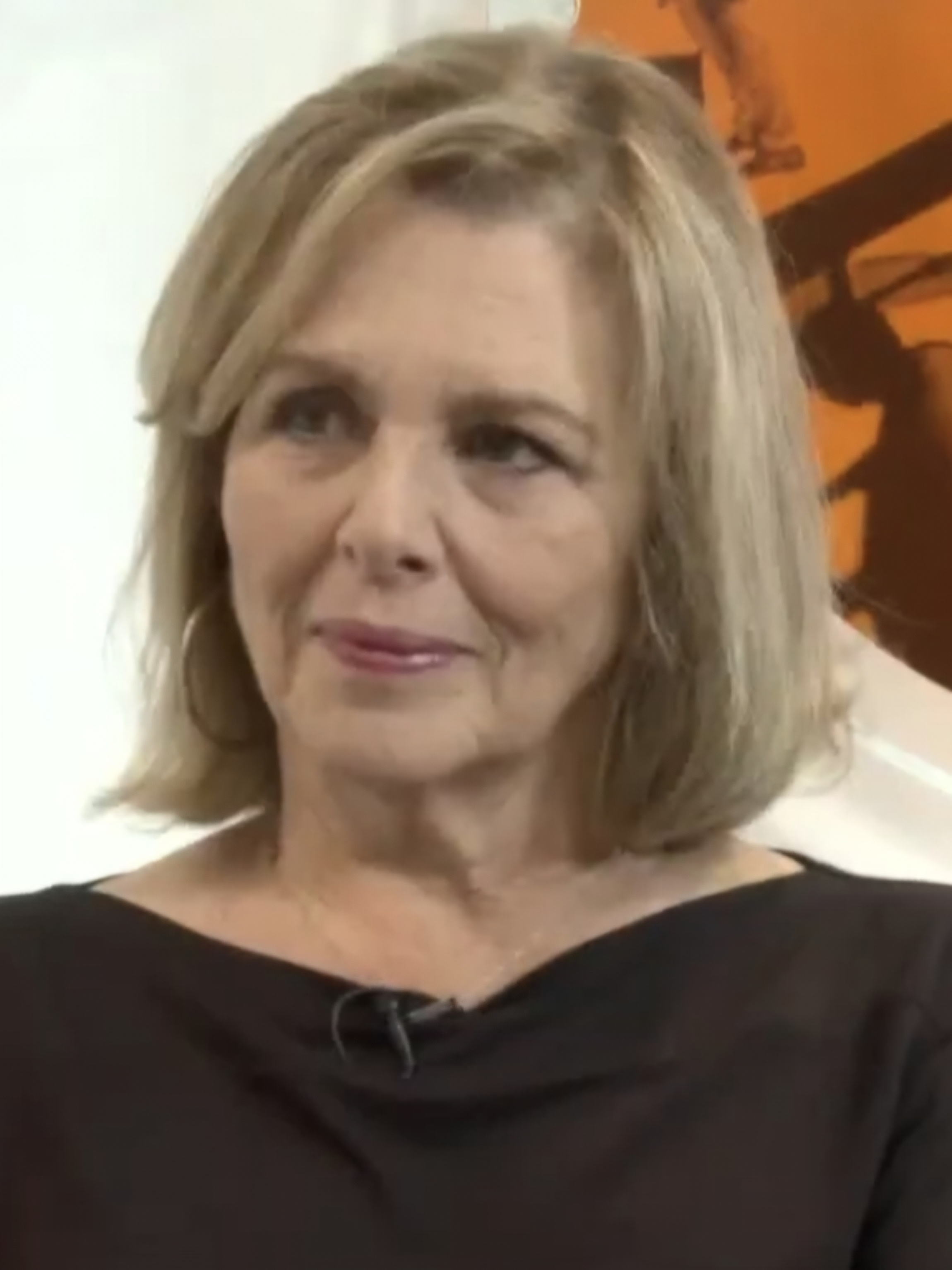
Ravache em entrevista

Em 2003, retorna à TV Globo sendo contratada para interpretar Madalena Aguilar em uma participação na minissérie histórica A Casa das Sete Mulheres. Ainda em 2003, pôde ser vista no filme de comédia Viva Sapato!, de Luiz Carlos Lacerda, que acompanhava a trajetória de uma dançarina cubana que largava sua vida e casamento para viver com a tia no Brasil. Dois anos depois, é escalada para o elenco da novela Belíssima, escrita por Sílvio de Abreu para o horário das oito, onde interpreta a grega Katina. Na trama, formou um par romântico com Lima Duarte, que interpretava o turco Murat. Ambos guardavam segredos do passado. Ela teve um caso com Nikos (Tony Ramos), e dessa união nasceu um filho que Murat cria, sem saber que não é seu filho biológico.
Em 2006, estrela, ao lado de Lima Duarte e Marcos Caruso, a comédia romântica Depois Daquele Baile, de Roberto Bomtempo, no papel da viúva Dóris, uma  mulher disputada por dois grandes amigos, Freitas (Duarte), e Otávio (Caruso), que fazem uma aposta para conquista-la. Em 2007, deu vida às personagens Beatriz, na segunda fase da minissérie Amazônia, de Galvez a Chico Mendes, e Loreta em Eterna Magia, esta última, sendo indicada na 36.ª edição do Prêmio Emmy Internacional. Sua personagem era a grande vilã da obra, uma mulher que se tornou muito amarga ao ser abandonada pelo marido, Joaquim (Osmar Prado). No ano seguinte, em 2008, participou da série Dicas de um Sedutor como Dolores nos episódios "Amor Nío Tem Idade" e "Amor e Amizade"; além de viver Nadir em Faça Sua História. Concluiu a década como Letícia em Tudo Novo de Novo, no episódio "Duas Irmãs".
Em 2010, Ravache ganhou destaque ao interpretar a personagem Clô na novela Passione, escrita por Sílvio de Abreu. Seu desempenho como a perua Clô foi amplamente reconhecido, rendendo-lhe, pela quarta vez, o Troféu APCA de Melhor Atriz. Sua personagem, Clô, se destacou pela veia cômica e pela dinâmica com Francisco Cuoco, que interpretava seu marido, um empresário galanteador e apaixonado por ela. Clô era uma milionária emergente, excêntrica e nada discreta, com o sonho de se inserir no círculo das socialites paulistanas. Além disso, era marcada por um intenso ciúme do marido, o que gerava diversas situações engraçadas e dramáticas na trama.
Em 2011, faz uma participação especial na série de comédia A Mulher Invisível, como Vera Amorim, a mãe do personagem principal interpretado por Selton Mello. Em 2012, foi a protagonista da refilmagem de Guerra dos Sexos, originalmente exibida em 1983 pela TV Globo, onde a heroína era interpretada por Fernanda Montenegro. Na nova versão, ela viveu Charlô, uma mulher de personalidade forte e decidida, que, junto com seu primo Otávio, interpretado por Tony Ramos, formava uma dupla de antagonistas. Ambos se odiavam, mas, para poder receber a herança de seus tios, eram obrigados a administrar os negócios da família, sob as cláusulas de um testamento. A relação cheia de conflitos entre os dois personagens gerava situações cômicas e dramáticas ao longo da trama.

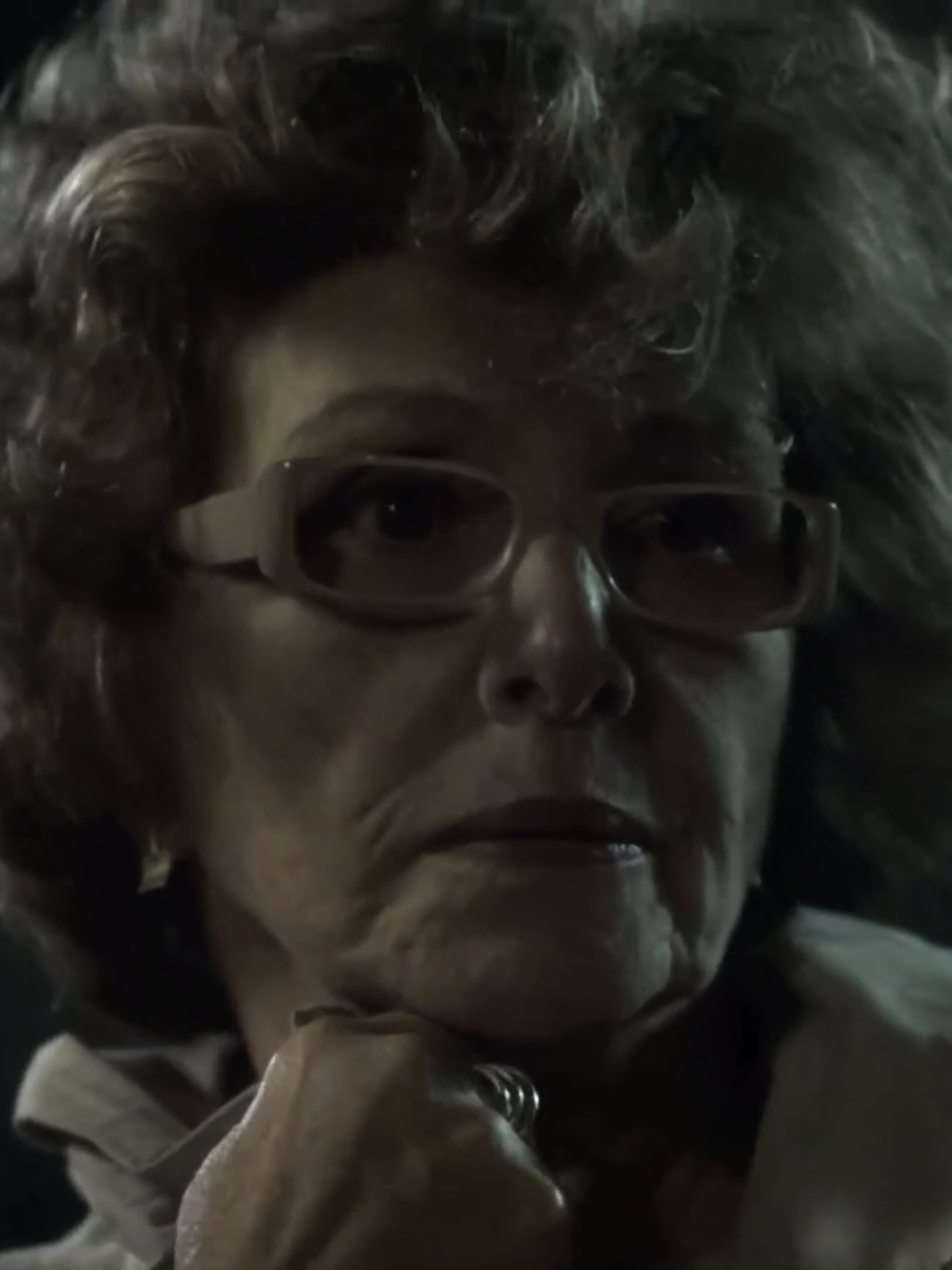
Ravache em cena de A Memória que Me Contam, 2012.

Ainda em 2012, retorna ao cinema em A Memória que me Contam, drama que investiga a vida da militância contra a ditadura militar. O ano de 2014 foi prolífico para a atriz no cinema, estando em três filmes. Esteve no elenco da comédia Os Homens São de Marte... e É pra lá que Eu Vou, como Maria Alice, uma mulher que não quer aceitar a sexualidade do filho. Também esteve na cinebiografia Irmã Dulce, dirigida por Vicente Amorim e estrelada por Regina Braga, onde interpretou uma freira amargurada. Por fim, ainda atuou no filme internacional Yvone Kane, dirigido por Margarida Cardoso, interpretando Sara, uma médica que passou anos militando pela causa revolucionária em Moçambique. No entanto, ela se torna uma mulher solitária e marginalizada, afastada do contexto em que vive. Quando sua neta morre, sua filha Rita (Beatriz Batarda) retorna ao país para investigar a verdadeira história de Yvone Kane, uma guerrilheira amiga de Sara, morta em circunstâncias suspeitas, com o caso sendo encoberto pelo governo. Em 2014, ainda, grava uma participação como ela mesma em Malhação Sonhos, contracenando com seu neto, Cadu Libonati.

### Telenovelas espíritas e projetos recentes (2015—presente)

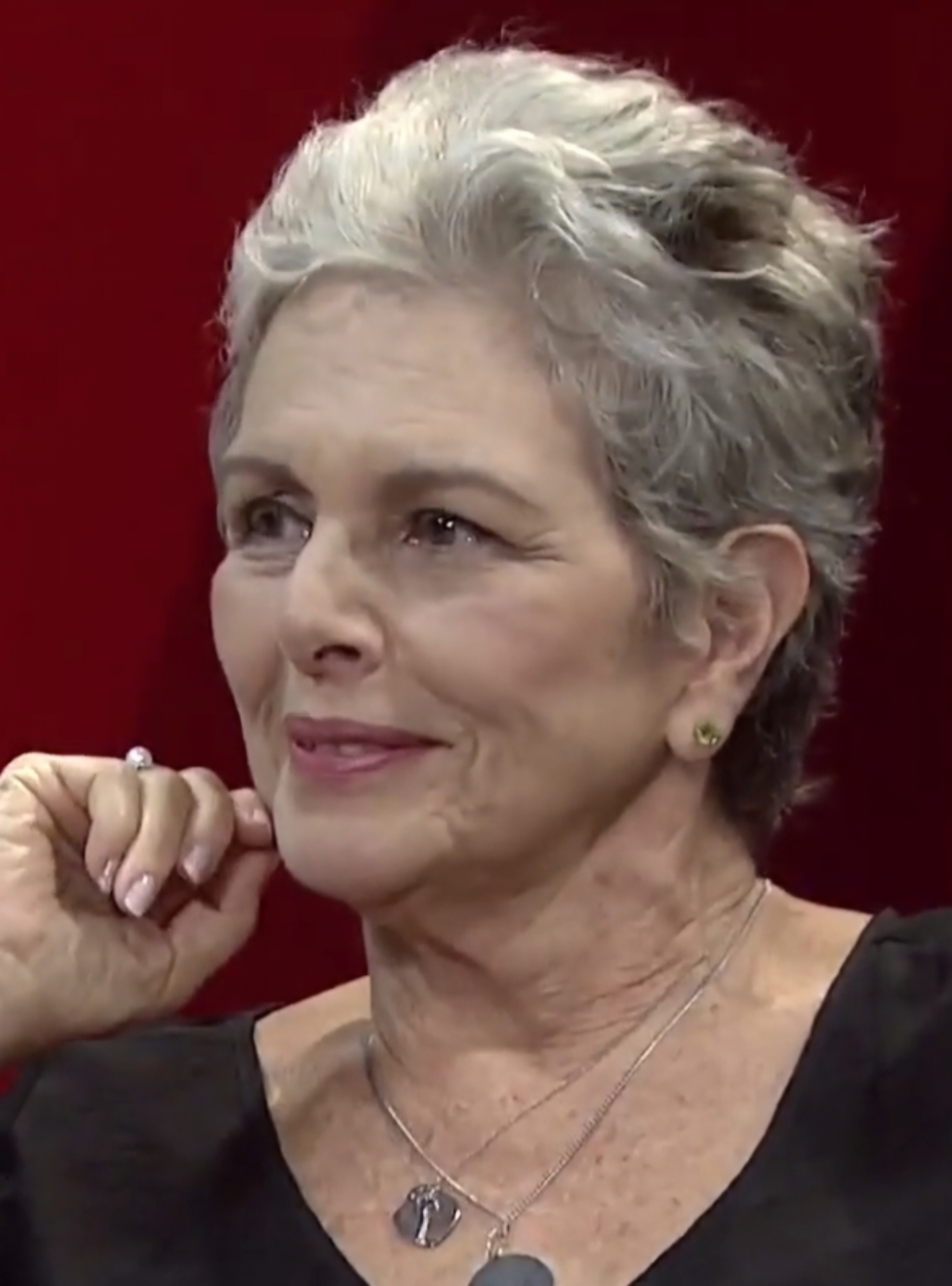
Ravache em entrevista em 2016

Em 2015, interpretou a vilã Condessa Vitória Castellini em Além do Tempo, novela de Elizabeth Jhin, que se passa em duas fases. No século 19, sua personagem é uma mulher vaidosa, orgulhosa e rígida, que desaprova o relacionamento do filho com Emília (Ana Beatriz Nogueira) devido à sua origem humilde. Após um acidente com o filho, ela finge sua morte e o mantém escondido em uma clínica psiquiátrica, longe de Emília. Ela emprega Lívia (Alinne Moraes) em sua mansão sem saber que é sua neta, com quem desenvolve um forte laço. Na segunda fase, no século 21, a personagem é mãe de Emília, casada com Alberto (Juca de Oliveira). Após abandonar a família no passado, ela retorna, mas é enganada sobre a morte de sua filha e se casa com um homem rico. Hoje, já perto da falência, vive infeliz e presa às memórias de sua vida anterior. Ainda em 2015, interpretou a mãe de Bruno no filme de comédia dramática Entre Abelhas.
Em 2017, interpretou Sabine Favre em Pega Pega, novela das sete de Cláudia Souto. Sua personagem é uma rica empresária viúva e madrinha de Bebeth (Valentina Herszage), com quem tem uma relação próxima. Sócia de Eric (Mateus Solano) em sua empresa, Sabine mantém uma relação tensa com ele e guarda um segredo sobre sua origem. Embora tenha um carinho especial por seu filho adotivo, ela esconde sentimentos não resolvidos do passado, incluindo uma paixão ainda latente por Pedrinho (Marcos Caruso), com quem teve um romance intenso.
Em 2018, Irene Ravache fez mais uma parceria com a autora Elizabeth Jhin em Espelho da Vida, novela com uma trama espírita dividida em dois tempos. No presente, interpretou Margot, segunda esposa de Vicente (Reginaldo Faria), dona de uma livraria de livros raros. Generosa e espiritualizada, Margot se aproxima de Cris, entregando-lhe o diário que servirá como base para o roteiro do filme dentro da novela. Ela é a única a saber das experiências de Cris ao se transportar para a década de 1930. Margot enfrenta um relacionamento conturbado com Alain, que é cético em relação à sua fé, e sente a presença reconfortante de seu falecido marido, Vicente. No passado, ela viveu como Hildegard, uma mulher à frente de seu tempo, que enfrenta preconceitos na sociedade francesa e se opõe ao relacionamento de seu filho com Júlia (Vitória Strada).
Em 2019, interpretou Tereza no remake de Éramos Seis, de Ângela Chaves, adaptação do romance de Maria José Dupré. Essa participação foi especialmente significativa para os telespectadores, pois Irene havia sido a protagonista Lola na versão de 1994, escrita por Silvio de Abreu e Rubens Ewald Filho, com Gloria Pires no papel da personagem na nova versão. Outra presença marcante foi a de Nicette Bruno, que havia interpretado Lola na adaptação de 1977 da TV Tupi, também escrita por Abreu e Ewald Filho.

## Vida pessoal

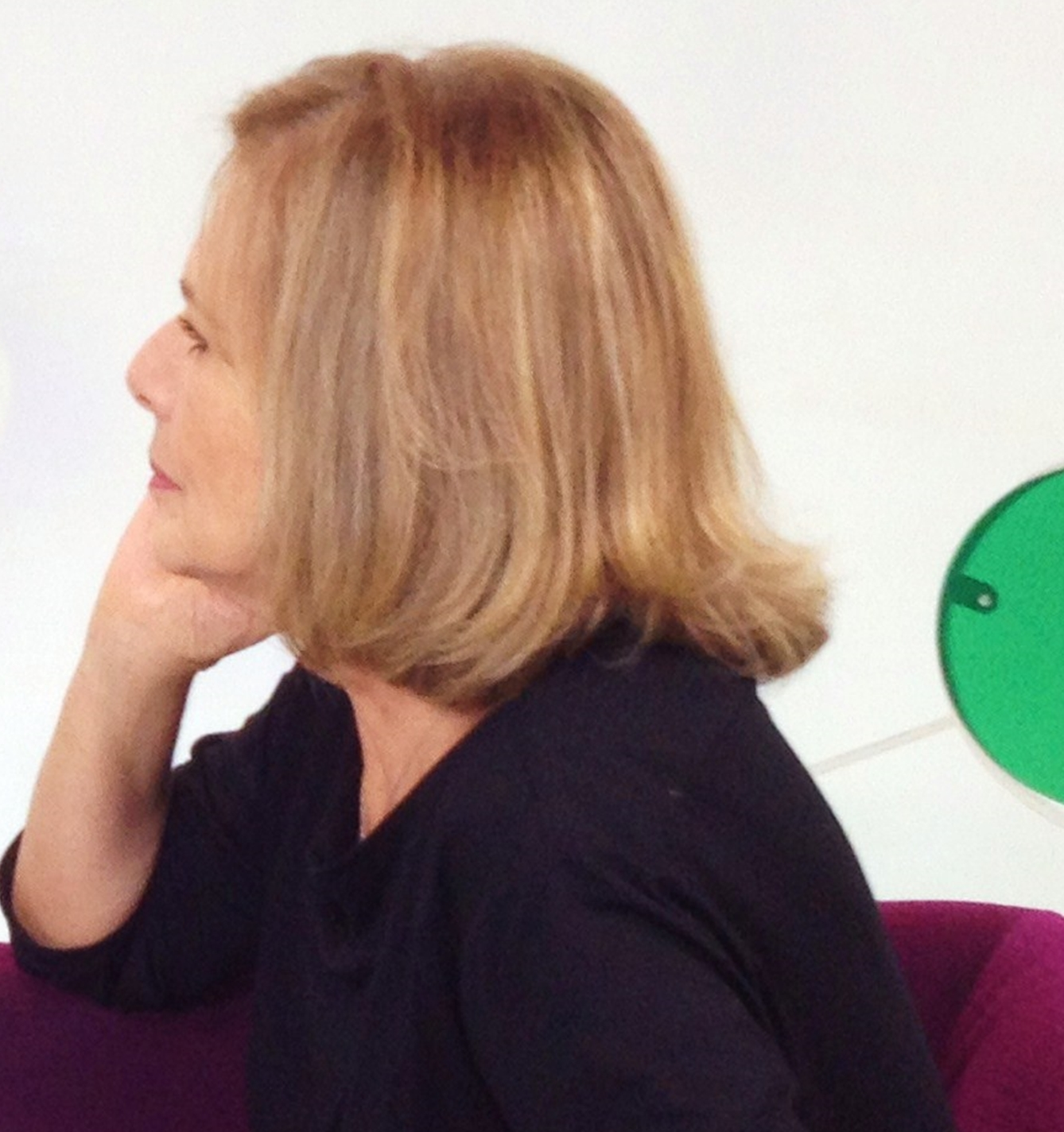
Ravache na TV Brasil, em 2013

Ela descobriu sua herança indígena de forma surpreendente enquanto estava grávida de seu primeiro filho, durante um exame pré-natal. O médico, ao observar suas características físicas, como o formato de suas coxas, seios e maçãs do rosto, afirmou que sua ancestralidade indígena era marcante, apesar de sua aparência europeia. Posteriormente, Irene soube que sua avó materna era filha de uma índia que se casou com um suíço, um farmacêutico que veio ao Brasil estudar plantas. Assim, Irene reflete sobre sua identidade como uma síntese das diversas culturas que formam o povo brasileiro.

### Relacionamentos e filhos
Em 1963, Irene casou-se com seu noivo e concluiu seu curso profissional. No ano seguinte, aos 21 anos, tornou-se mãe de seu primeiro filho, Hiram Ravache. No final da década de 1960, enfrentando dificuldades para conciliar casamento e carreira, acabou se distanciando do marido, com quem teve muitos desentendimentos, o que levou ao divórcio. No início dos anos 70, começou a namorar Edison Paes de Melo Filho e, em 1972, passaram a viver juntos. Em 1973, aos 29 anos, teve seu segundo filho, Juliano Ravache Paes de Melo. Em entrevistas, Irene relatou ter enfrentado muitos problemas com Hiram durante sua adolescência, quando ele se envolveu com drogas, o que trouxe grande sofrimento para a família. Foram anos de luta para ajudá-lo a se livrar desse vício, mas, felizmente, ela conseguiu. Irene tem três netos: o ator Cadu Libonati, nascido em 1994, filho de Hiram, e Maria Luiza Ravache (2001) e Helena, filhas de Juliano. Aos 50 anos, Irene se casou oficialmente com Edison, em uma cerimônia surpresa organizada por ele no dia do batizado de seu neto.

## Teatro
| Ano     | Título                            | Personagem         | Nota(s)                |
| ------- | --------------------------------- | ------------------ | ---------------------- |
| 1960    | Peripécias na Lua                 |                    |                        |
| 1962    | Aconteceu em Irkutsk              |                    |                        |
| 1963    | Eles Não Usam Black-Tie           | Mariazinha         |                        |
| 1963    | Aonde Vais, Isabel?               | Norma              |                        |
| 1966    | Pindura Saia                      |                    |                        |
| 1968    | A Cozinha                         | Mônica             |                        |
| 1971    | A Ratoeira                        | Srta. Casewell     |                        |
| 1972    | Os Inocentes                      |                    |                        |
| 1972    | Roda Cor de Roda                  | Amélia             |                        |
| 1977    | Os Filhos de Kennedy              | Carla              |                        |
| 1978    | Bodas de Papel                    |                    |                        |
| 1979    | As Avestruzes                     | —                  | Como diretora          |
| 1979    | A Gema do Ovo da Ema              | —                  | Como diretora          |
| 1980    | Tem Um Psicanalista na Nossa Cama | Dolores            |                        |
| 1980    | Pato com Laranja                  |                    |                        |
| 1981    | Afinal Uma Mulher de Negócios     | Eva                |                        |
| 1982    | Filhos do Silêncio                | Sarah Norman       |                        |
| 1984—87 | De Braços Abertos                 | Luísa              | Também como produtora  |
| 1988    | Fragmentos                        | —                  | Como diretora          |
| 1989—93 | Uma Relação Tão Delicada          | Charlotte          |                        |
| 1995    | Beijo de Humor                    | —                  | Como autora e diretora |
| 1995    | Clarice em Casa                   | —                  | Como diretora          |
| 1995    | Eu Me Lembro                      | Mulher             |                        |
| 1996    | Brasil S/A                        | Várias personagens |                        |
| 1997    | Inseparáveis                      | Maria Regina       |                        |
| 1998    | As Vantagens de Ser Bobo          | —                  | Como diretora          |
| 2001    | Intimidade Indecente              | Roberta            |                        |
| 2004    | Presença de Guedes                | —                  | Como diretora          |
| 2005    | As Turca                          | —                  | Como produtora         |
| 2008    | A Reserva                         | Vera               |                        |
| 2014—15 | Meu Deus!                         | Dra. Ana           |                        |
| 2019—25 | Alma Despejada                    | Teresa             |                        |

## Filmografia

### Televisão
| Ano  | Título                             | Personagem                                                 | Notas                                                     |
| ---- | ---------------------------------- | ---------------------------------------------------------- | --------------------------------------------------------- |
| 1965 | Paixão de Outono                   | Lígia                                                      |                                                           |
| 1966 | Eu Compro Esta Mulher              | Helena de Bragança (Lena)                                  |                                                           |
| 1967 | O Grande Segredo                   | Zuleica Batista                                            |                                                           |
| 1967 | Sublime Amor                       | Regina Cardoso (Gina)                                      |                                                           |
| 1968 | Beto Rockfeller                    | Neide                                                      |                                                           |
| 1969 | Super Plá                          | Maria Joana Prado (Majô Prado)                             |                                                           |
| 1970 | Simplesmente Maria                 | Inês Villar Cunha                                          |                                                           |
| 1970 | Ritinha Salário Minimo             | Anita                                                      | Episódio: "Consultório Conjugal"                          |
| 1972 | Na Idade do Lobo                   | Cláudia Carneiro Mota                                      |                                                           |
| 1973 | A Volta de Beto Rockfeller         | Neide                                                      |                                                           |
| 1974 | O Machão                           | Dinorá de Moura Jordão                                     |                                                           |
| 1975 | A Viagem                           | Estela Veloso                                              |                                                           |
| 1977 | O Profeta                          | Teresa Ribeiro                                             |                                                           |
| 1979 | Cara a Cara                        | Zeny Diniz                                                 |                                                           |
| 1982 | Elas por Elas                      | Maria Eulália Pereira                                      | Episódio: "11 de outubro"                                 |
| 1982 | Sol de Verão                       | Rachel Porto Machado                                       |                                                           |
| 1983 | Champagne                          | Antônia Regina Toledo                                      |                                                           |
| 1984 | Guerra dos Sexos                   | Bárbara                                                    | Episódios: "5–6 de janeiro"                               |
| 1987 | Sassaricando                       | Leonora Lammar / Maria Leonora Piedade da Silva            |                                                           |
| 1990 | Brasileiras e Brasileiros          | Mirone Pereira Carvalho                                    |                                                           |
| 1991 | A História de Ana Raio e Zé Trovão | Ela mesma                                                  | Episódio: "12 de março"                                   |
| 1994 | Éramos Seis                        | Eleonora Abílio de Lemos (Lola)                            |                                                           |
| 1995 | Sangue do Meu Sangue               | Princesa Isabel do Brasil                                  | Episódio: "11 de julho"                                   |
| 1996 | Razão de Viver                     | Luzia dos Santos Matos                                     |                                                           |
| 1999 | Suave Veneno                       | Eleonor Bergantes Cerqueira                                |                                                           |
| 2000 | Marcas da Paixão                   | Bernadete dos Anjos Neves (Dete)                           |                                                           |
| 2003 | A Casa das Sete Mulheres           | Madalena Aguilar                                           | Episódio: "8 de fevereiro"                                |
| 2005 | Belíssima                          | Katina Solomos Güney                                       |                                                           |
| 2007 | Amazônia, de Galvez a Chico Mendes | Beatriz Montez                                             |                                                           |
| 2007 | Eterna Magia                       | Loreta O'Neill                                             |                                                           |
| 2008 | Dicas de um Sedutor                | Dolores                                                    | Episódio: "Amor Não Tem Idade" Episódio: "Amor e Amizade" |
| 2008 | Faça Sua História                  | Nadir Carvalho                                             |                                                           |
| 2009 | Tudo Novo de Novo                  | Letícia Padilha                                            | Episódio: "Vende-se" Episódio: "Evasões"                  |
| 2010 | Passione                           | Clotilde Yolanda Souza e Silva (Clô)                       |                                                           |
| 2011 | A Mulher Invisível                 | Vera Lúcia Amorim                                          | Episódio: "8 de novembro"                                 |
| 2012 | Guerra dos Sexos                   | Charlotte de Alcântara Pereira Barreto (Charlô II)         |                                                           |
| 2012 | Guerra dos Sexos                   | Maria Altamiranda de Fátima Alcântara Alencastro e Azevedo | Episódios: "24–26 de abril"                               |
| 2014 | Malhação Sonhos                    | Ela mesma                                                  | Episódio: "18 de novembro"                                |
| 2015 | Além do Tempo                      | Condessa Vitória Castellini                                |                                                           |
| 2015 | Além do Tempo                      | Vitória Ventura                                            |                                                           |
| 2017 | Pega Pega                          | Sabine Favre                                               |                                                           |
| 2017 | Os Dias Eram Assim                 | Ela mesma                                                  | Episódio: "8 de setembro"                                 |
| 2018 | Espelho da Vida                    | Margot Marques Dutra                                       |                                                           |
| 2018 | Espelho da Vida                    | Hildegard Breton                                           |                                                           |
| 2020 | Éramos Seis                        | Tereza                                                     | Episódios: "24–25 de março"                               |
| 2022 | Sob Pressão                        | Dalva                                                      | Episódio: "11"                                            |

### Cinema
| Ano  | Título                                          | Personagem         | Notas                                                 |
| ---- | ----------------------------------------------- | ------------------ | ----------------------------------------------------- |
| 1973 | Geração em Fuga                                 | Malu               |                                                       |
| 1975 | O Super Manso                                   | Isabel             |                                                       |
| 1975 | Lição de Amor                                   | Laura Costa        | Troféu APCA de melhor atriz coadjuvante               |
| 1978 | Doramundo                                       | Ana                |                                                       |
| 1978 | Curumim                                         | Irene              |                                                       |
| 1989 | Que Bom Te Ver Viva                             | Anônima            | Troféu Candango de Melhor Atriz                       |
| 1997 | Ed Mort                                         | Carmem             |                                                       |
| 1999 | Até que a Vida nos Separe                       | Mãe de Maria       |                                                       |
| 2001 | Amores Possíveis                                | Sônia              | Indicada - Grande Prêmio do Cinema Brasileiro         |
| 2003 | Viva Sapato!                                    | Isolda             |                                                       |
| 2003 | Helena                                          | Helena             | Curta-metragem                                        |
| 2006 | Depois Daquele Baile                            | Dóris              |                                                       |
| 2012 | A Memória que me Contam                         | Irene              |                                                       |
| 2014 | Os Homens São de Marte... e É pra lá que Eu Vou | Maria Alice Dantas |                                                       |
| 2014 | Irmã Dulce                                      | Madre provincial   |                                                       |
| 2014 | Yvone Kane                                      | Sara               | Indicada - Prémios Áquila de melhor atriz coadjuvante |
| 2015 | Entre Abelhas                                   | Mãe do Bruno       |                                                       |
| 2017 | Alguém Como Eu                                  | Miranda            |                                                       |
| 2024 | O Clube das Mulheres de Negócios                | Norma Albuquerque  |                                                       |
| 2024 | Passagrana                                      | Dona Ingrid        |                                                       |
| 2025 | Os Enforcados                                   | Cartomante         |                                                       |

## Prêmios e honrarias
Ravache é reconhecida como uma das melhores atrizes de sua geração e do país. Em 1975, venceu seu primeiro Prêmio Molière, o maior da do teatro à época, como melhor atriz por Roda Cor de Roda. No mesmo ano venceu os prêmios APCA e Governador do Estado.
Em 1976, conquistou uma estatueta do mais importante prêmio da televisão brasileira, o Prêmio APCA de Televisão, na categoria melhor atriz por seu papel em A Viagem. Irene voltou a ser laureada com tal prêmio por mais 3 vezes na mesma categoria: em 1983 levou o prêmio por Sol de Verão, em 1995 levou o prêmio por Dona Lola de Éramos Seis e em 2011 por Passione. Em 2015 voltou a ser indicada na categoria por Além do Tempo.
Foi vencedora do Troféu Imprensa por duas edições, em 1983 por Sol de Verão e em 1995 por Éramos Seis. Em 1992, ganhou um Prêmio Shell, de teatro, como melhor atriz pela peça Uma Relação Tão Delicada. Em 2008, Irene foi indicada ao Emmy Awards, considerado o maior prêmio da televisão mundial, por sua atuação em Eterna Magia.
No cinema, Ravache foi reconhecida com o Troféu Candango de Melhor Atriz por Que Bom Te Ver Viva em 1990, pelo mesmo trabalho também levou o APCA de Cinema. Por Amores Possíveis, foi indicada ao Grande Prêmio do Cinema Brasileiro e venceu o Prêmio Guarani, ambos na categoria melhor atriz coadjuvante.
Em 2018, ganhou um Prêmio Extra de Televisão de melhor atriz coadjuvante por Espelho da Vida. Em 2019, foi homenageada com um Troféu Mário Lago pelo conjunto da obra.
Prêmios e indicações
| Ano  | Associações                         | Categoria                                         | Nomeações                        | Resultado | Ref.    |
| ---- | ----------------------------------- | ------------------------------------------------- | -------------------------------- | --------- | ------- |
| 1975 | Prêmio APCA de Teatro               | Melhor Atriz — Teatro                             | Roda Cor de Roda                 | Venceu    | [ 100 ] |
| 1975 | Prêmio Governador do Estado         | Melhor Atriz em Peça de Teatro                    | Roda Cor de Roda                 | Venceu    | [ 100 ] |
| 1975 | Prêmio Molière                      | Melhor Atriz                                      | Roda Cor de Roda                 | Venceu    | [ 100 ] |
| 1976 | Prêmio APCA de Cinema               | Melhor Atriz Coadjuvante — Cinema                 | Lição de Amor                    | Venceu    | [ 101 ] |
| 1976 | Prêmio APCA de Televisão            | Melhor Atriz — Televisão                          | A Viagem                         | Venceu    | [ 18 ]  |
| 1982 | Prêmio Mambembe                     | Melhor Atriz                                      | Filhos do Silêncio               | Venceu    | [ 1 ]   |
| 1982 | Prêmio Molière                      | Melhor Atriz                                      | Filhos do Silêncio               | Venceu    | [ 1 ]   |
| 1982 | Troféu Inacen                       | Melhor Espetáculo (como produtora)                | Filhos do Silêncio               | Venceu    | [ 1 ]   |
| 1982 | Prêmio APCA de Televisão            | Melhor Atriz — Televisão                          | Sol de Verão                     | Venceu    | [ 18 ]  |
| 1982 | Troféu Imprensa                     | Melhor Atriz                                      | Sol de Verão                     | Venceu    | [ 1 ]   |
| 1983 | Prêmio Mambembe                     | Melhor Atriz                                      | De Braços Abertos                | Venceu    | [ 102 ] |
| 1983 | Prêmio Molière                      | Melhor Atriz                                      | De Braços Abertos                | Venceu    | [ 102 ] |
| 1984 | Troféu Inacen                       | Melhor Espetáculo (como produtora)                | De Braços Abertos                | Venceu    | [ 1 ]   |
| 1984 | Troféu Imprensa                     | Melhor Atriz                                      | Champagne                        | Indicada  |         |
| 1988 | Ordem de Rio Branco                 | Prêmio Especial (conjunto da obra)                | —                                | Venceu    |         |
| 1989 | Festival de Cinema de Brasília      | Candango de Melhor Atriz                          | Que Bom Te Ver Viva              | Venceu    | [ 103 ] |
| 1989 | Festival Sesc Melhores Filmes       | Melhor Atriz                                      | Que Bom Te Ver Viva              | Venceu    | [ 103 ] |
| 1989 | Prêmio APCA de Cinema               | Melhor Atriz — Cinema                             | Que Bom Te Ver Viva              | Venceu    | [ 1 ]   |
| 1989 | Prêmio Air France de Cinema         | Melhor Atriz                                      | Que Bom Te Ver Viva              | Venceu    | [ 1 ]   |
| 1990 | Rio Cine Festival                   | Melhor Atriz (Golden Metals)                      | Que Bom Te Ver Viva              | Venceu    | [ 1 ]   |
| 1992 | Prêmio Shell                        | Melhor Atriz                                      | Uma Relação Tão Delicada         | Venceu    | [ 1 ]   |
| 1994 | Prêmio APCA de Televisão            | Melhor Atriz — Televisão                          | Éramos Seis                      | Venceu    | [ 18 ]  |
| 1994 | Troféu Imprensa                     | Melhor Atriz                                      | Éramos Seis                      | Venceu    | [ 1 ]   |
| 2001 | Miami Brazilian Film Festival       | Melhor Atriz Coadjuvante                          | Amores Possíveis                 | Venceu    | [ 40 ]  |
| 2002 | Grande Prêmio do Cinema Brasileiro  | Melhor Atriz Coadjuvante                          | Amores Possíveis                 | Indicada  | [ 104 ] |
| 2002 | Prêmio Guarani de Cinema Brasileiro | Melhor Atriz Coadjuvante                          | Amores Possíveis                 | Venceu    | [ 105 ] |
| 2003 | Festival de Curtas de Santos        | Melhor Atriz                                      | Helena                           | Venceu    | [ 1 ]   |
| 2006 | Prêmio Qualidade Brasil             | Televisão: Melhor Atriz Coadjuvante de Telenovela | Belíssima                        | Indicada  |         |
| 2007 | Prêmio Guarani de Cinema Brasileiro | Melhor Atriz                                      | Depois Daquele Baile             | Indicada  | [ 106 ] |
| 2008 | Prêmio Emmy Internacional           | Melhor Atriz                                      | Eterna Magia                     | Indicada  | [ 107 ] |
| 2010 | Melhores do Ano                     | Melhor Atriz Coadjuvante                          | Passione                         | Venceu    | [ 108 ] |
| 2010 | Prêmio APCA de Televisão            | Melhor Atriz — Televisão                          | Passione                         | Venceu    | [ 18 ]  |
| 2010 | Prêmio Extra de Televisão           | Melhor Atriz Coadjuvante                          | Passione                         | Indicada  |         |
| 2010 | Prêmio UOL e PopTevê de Televisão   | Melhor Atriz em Televisão                         | Passione                         | Indicada  | [ 109 ] |
| 2011 | Prêmio Contigo! de TV               | Melhor Atriz Coadjuvante de Novela ou Série       | Passione                         | Indicada  |         |
| 2015 | Prémios Áquila                      | Melhor Atriz Secundária                           | Yvone Kane                       | Indicada  | [ 110 ] |
| 2015 | Prêmio Extra de Televisão           | Melhor Atriz                                      | Além do Tempo                    | Indicada  | [ 111 ] |
| 2015 | Prêmio APCA de Televisão            | Melhor Atriz — Televisão                          | Além do Tempo                    | Indicada  | [ 112 ] |
| 2015 | Prêmio Notícias de TV.com           | Melhor Atriz Vilã                                 | Além do Tempo                    | Indicada  | [ 113 ] |
| 2016 | Prêmio Quem                         | Melhor Atriz em Televisão                         | Além do Tempo                    | Indicada  | [ 114 ] |
| 2016 | Prêmio Quem                         | Melhor Atriz em Cinema                            | Entre Abelhas                    | Indicada  | [ 114 ] |
| 2016 | Prêmio Guarani de Cinema Brasileiro | Melhor Atriz Coadjuvante                          | Entre Abelhas                    | Indicada  | [ 115 ] |
| 2018 | Prêmio Extra de Televisão           | Melhor Atriz Coadjuvante                          | Espelho da Vida                  | Venceu    | [ 116 ] |
| 2018 | Prêmio The Brazilian Critic         | Melhor Atriz Coadjuvante em Telenovela            | Espelho da Vida                  | Indicada  | [ 117 ] |
| 2019 | Troféu Mário Lago                   | Prêmio Especial (conjunto da obra)                | —                                | Venceu    | [ 118 ] |
| 2021 | Prêmio Bibi Ferreira                | Melhor Atriz em Peça de Teatro                    | Alma Despejada                   | Venceu    | [ 119 ] |
| 2024 | Festival de Cinema de Gramado       | Melhor Elenco Principal (prêmio especial do júri) | O Clube das Mulheres de Negócios | Venceu    | [ 120 ] |
| 2024 | Los Angeles Brazilian Film Festival | Melhor Atriz                                      | O Clube das Mulheres de Negócios | Indicada  |         |